# 10799 Yucatán
(10799) Yucatán, denumire internațională (10799) Yucatan, este un asteroid din centura principală de asteroizi.

## Descriere
10799 Yucatán este un asteroid din centura principală de asteroizi. A fost descoperit pe 26 iulie 1992 la Observatorul La Silla de Eric Walter Elst. Asteroidul prezintă o orbită caracterizată de o semiaxă mare de 2,46 ua, o excentricitate de 0,19 și o înclinație de 4,6° în raport cu ecliptica.